# Тахов (округ)
Тахов (чеськ. Okres Tachov) — адміністративно-територіальна одиниця в Плзенському краї Чеської Республіки. Адміністративний центр — місто Тахов.
До округу входить 51 муніципалітет, з котрих 8 — міста.